# 胭脂扣
《胭脂扣》（英語：Rouge）是一部1987年香港劇情片，由成龍監製，關錦鵬執導，梅艷芳及張國榮等主演，改編自李碧華的同名小說。劇情講述十二少及名妓如花的愛情故事。
本片囊括第24屆金馬獎及第8屆香港電影金像獎多項大獎，包括最佳電影、最佳導演、最佳編劇、最佳女主角、最佳攝影、最佳剪接及最佳電影歌曲等；亦奪下第10屆法國南特影展金熱氣球獎。梅艷芳憑本作獲頒金馬獎、香港電影金像獎最佳女主角；許多文獻稱她另外獲得亞太影展最佳女主角，成為三料影后，疑似記載錯誤（詳見花絮 8）。總之，如花已成為華語電影中的經典人物。
《胭脂扣》一片參加了多個國際影展，在當年一時無兩。於1988年6月參加了澳洲「墨爾本國際影展」大獲好評，贏得「最有電影感的東方故事與女主角戲人合一，無可替代」美譽。同年6月中旬，本片參加了「美國國際影展」的「亞洲電影特展」，9月上旬參加了加拿大「多倫多電影節」，10月參加溫哥華的「國際電影節」，其後參加意大利的「都靈國際電影節」及日本的「國際奇幻電影展」。2005年，電影獲香港電影金像獎協會票選為「最佳華語片一百部」之一。

## 劇情
1934年的香港。陳振邦（十二少）（張國榮 飾）是南北行海味店的太子爺，是個經常出入鴉片煙窟、風月場所的花花公子，他遇上了石塘咀倚紅樓「紅牌阿姑」（名妓）如花（梅艷芳 飾），二人旋即陷入熱戀。但是，十二少的父母不接納他們的關係，希望十二少可以與其表妹淑賢（溫碧霞 飾）結婚承繼家業，十二少在如花的幫助下學戲但不成功。最後在山窮水盡下，於1934年3月8日晚上11時，十二少與如花吞食鴉片殉情自盡。如花約定十二少，若有何偏差，也要記著「3811」為她找十二少的記認。

## 演員
| 演 員  | 角 色            | 備註 |
| 梅艷芳 | 如花             | 與陳振邦相愛，但遭其母親反對，與陳振邦殉情，但陳振邦被救活而獨自在陰間等著愛人 袁永定、楚娟之人間好友    |
| 張國榮 | 陳振邦（十二少） | 與如花相愛，但遭母親反對，與如花殉情，最後被救活 程淑賢之夫，與其育有一子 老年時窮困潦倒，在電視城做臨記 |
| 萬梓良 | 袁永定           | 凌楚絹之男友 因同情如花而幫助其找到陳振邦                                                                |
| 朱寶意 | 凌楚絹           | 袁永定之女友 因同情如花而幫助其找到陳振邦                                                                |
| 朱瑞棠 | 陳父             | （客串）                                                                                                 |
| 譚倩紅 | 陳母             | （客串）                                                                                                 |
| 溫碧霞 | 程淑賢           | （客串）陳振邦之妻，與其育有一子                                                                         |
| 劉家榮 | 片場導演         | （客串）                                                                                                 |
| 惠英紅 | 片場女演員       | |
| 謝賢   | 嫖客             | （客串）                                                                                                 |
| 汪禹   |                  | （客串）                                                                                                 |

## 電影歌曲

### 主題曲
| 歌名       | 演唱者 | 作曲   | 填詞   |
| 〈胭脂扣〉 | 梅艷芳 | 黎小田 | 鄧景生 |

## 獎項
| 年份   | 頒獎典禮            | 獎項         | 名字                                              | 結果 |
| ------ | ------------------- | ------------ | ------------------------------------------------- | ---- |
| 1987年 | 第24屆金馬獎        | 最佳劇情片   | 威禾電影製作有限公司                              | 提名 |
| 1987年 | 第24屆金馬獎        | 最佳女主角   | 梅艷芳                                            | 獲獎 |
| 1987年 | 第24屆金馬獎        | 最佳攝影     | 黃仲標                                            | 獲獎 |
| 1987年 | 第24屆金馬獎        | 最佳剪輯     | 張耀宗                                            | 提名 |
| 1987年 | 第24屆金馬獎        | 最佳美術設計 | 朴若木、馬光榮                                    | 獲獎 |
| 1987年 | 第24屆金馬獎        | 最佳服裝設計 | 朴若木、馬光榮                                    | 提名 |
| 1988年 | 第6屆都靈電影節     | 最佳劇情片   |                                                   | 提名 |
| 1988年 | 第6屆都靈電影節     | 評審團特別獎 |                                                   | 獲獎 |
| 1988年 | 第10屆法國南特影展  | 金熱氣球獎   |                                                   | 獲獎 |
| 1989年 | 第8屆香港電影金像獎 | 最佳電影     |                                                   | 獲獎 |
| 1989年 | 第8屆香港電影金像獎 | 最佳導演     | 關錦鵬                                            | 獲獎 |
| 1989年 | 第8屆香港電影金像獎 | 最佳編劇     | 邱戴安平、李碧華                                  | 獲獎 |
| 1989年 | 第8屆香港電影金像獎 | 最佳男主角   | 張國榮                                            | 提名 |
| 1989年 | 第8屆香港電影金像獎 | 最佳女主角   | 梅艷芳                                            | 獲獎 |
| 1989年 | 第8屆香港電影金像獎 | 最佳剪接     | 張耀宗                                            | 獲獎 |
| 1989年 | 第8屆香港電影金像獎 | 最佳攝影     | 黃仲標                                            | 提名 |
| 1989年 | 第8屆香港電影金像獎 | 最佳美術指導 | 朴若木、馬光榮                                    | 提名 |
| 1989年 | 第8屆香港電影金像獎 | 最佳電影配樂 | 黎小田                                            | 獲獎 |
| 1989年 | 第8屆香港電影金像獎 | 最佳電影歌曲 | 〈胭脂扣〉 主唱：梅艷芳 作曲：黎小田 填詞：鄧景生 | 獲獎 |
| 1990年 | 第5屆電影獨立精神獎 | 最佳國外電影 |                                                   | 提名 |

## 取景地
- 石塘咀山道天橋
- 上環文武廟
- 上環文咸西街
- 中環荷李活道106-116號（《華僑日報》報館，已拆卸）
- 中環水池巷與荷李活道交界
- 元朗娛苑（陳振邦大宅場景）
- 澳門鄭家大屋（陳振邦大宅場景）
- 澳門河邊新街五洋酒店（倚紅樓場景，已拆卸）
- 澳門亞婆井前地（擺花街場景）

## 花絮
1. 電影的英文名稱（字面意思是胭脂、口紅）是指現代口紅出現前，婦女用細長紙片染上紅色色素，然後用嘴唇抿住紙片，讓顏色附於唇上。如花在影片開始時便是用此方法抹上口紅。
2. 片中男主角陳振邦稱為「十二少」，但事實上他在家中排行第二。這是1930年代時的習俗，流行於望族之間，讓人聽來人丁旺盛一點。
3. 據悉陳振邦原本的戲份相當少，但因導演關錦鵬很喜歡這個角色，所以要求李碧華加了陳振邦的戲份。（註：張國榮曾於《今夜不設防》提及過。）
4. 關錦鵬於DVD中收錄的訪談中講及電影中的青樓「綺紅樓」乃於澳門取景，原為一家舊式旅館。
5. 依據張國榮本人於1988年在演唱會上的說法，關於吞鴉片服毒自殺那場戲中的道具鴉片，其實是麥芽糖加巧克力。
6. 根據關錦鵬本人於2013年在《懷念梅艷芳演唱會》上對何韻詩的訪問，梅艷芳因為特別鍾愛如花的角色，所以她願意等待拍攝，而鄭少秋（十二少）、劉德華（永定）和鍾楚紅（楚娟）因為等檔期等太久，官宣退出劇組；關錦鵬亦在商業電台一訪問中表示，梅艷芳當時為嘉禾演員，張國榮為新藝城演員，故梅艷芳為新藝城拍攝一部電影《開心勿語》，換取張國榮可以拍攝本作。
7. 監製成龍曾因看試片時睡著，一口咬定該片沉悶，在沒有通知導演關錦鵬下，找來創作總監及剪接師打算重新剪過，甚至提議補拍一些鏡頭以增加「商業元素」，關錦鵬得知此事後，曾和李碧華一同前往嘉禾總部找陳自強理論，及後由於該版本已獲金馬獎六項提名，並獲得三個獎項，最後順利以該版本在港上映。[10]
8. 第三十三屆亞太影展（1988年）於泰國普吉島舉行，最佳影片得主為台北代表團作品《稻草人》，最佳女主角陸小芬，獲獎作品是《桂花巷》。《胭脂扣》並不在最終得獎名單中。第三十四屆亞太影展（1989年）於印尼雅加達舉行，最佳女主角由陸小芬蟬連，獲獎作品《晚春情事》。
9. 2020年湖南廣播電視台旗下的芒果TV所製作之實景解密體驗秀《密室大逃脫》第2季第7-8期之主題「飯店驚魂」正是改編自本電影，當中的兩名NPC如月及十三少分別影射本電影中的如花及十二少。

## 外部連結
- 香港影庫上《胭脂扣》的資料（繁體中文）
- 開眼電影網上《胭脂扣》的資料（繁體中文）
- 时光网上《胭脂扣》的資料（简体中文）
- 豆瓣电影上《胭脂扣》的資料 （简体中文）
- 爛番茄上《胭脂扣》的資料（英文）
- AllMovie上《胭脂扣》的资料（英文）
- 互联网电影数据库（IMDb）上《胭脂扣》的资料（英文）